# Monocentrota sidorenkoi
Monocentrota sidorenkoi är en tvåvingeart som beskrevs av Zaitzev 2005. Monocentrota sidorenkoi ingår i släktet Monocentrota och familjen platthornsmyggor. Inga underarter finns listade i Catalogue of Life.